# Maddie Moate
Madeleine Moate, (født 26. juli 1988) er en britisk tv-vært, podcaster, YouTuber og børneforfatter, der er bedst kendt for at være vært på børneprogrammet "Maddie's Do You Know?", som hun blev tildelt en BAFTA for i 2017. Moate formidler videnskab, især for børn, men studerede teater, film og tv på Bristol Universitet. Den 15. februar 2018 blev hun forlovet med Greg Foot, som også er børne-tv-vært og videnskabsformidler.

## Opvækst
Moate blev født i Norfolk i juli 1988 og voksede op i købstaden Witney, Oxfordshire, hvor hun gik på "Henry Box School", og senere på "Jill Stew School of Dance and Dramascope". Derefter begyndte hun at studere drama på Bristol Universitet.

## Karriere
Moate skabte og var vært for The App Show sammen med Nicola Hume fra 2011 til 2012. Det var en online komedieserie, der diskuterede daglige teknologiproblemer fra et kvindeligt perspektiv, og var sponsoreret af Nokia. Serien fik over 850.000 visninger.
I 2012 var hun vært for Newsburst på O2 Guru TV. Serien tiltrak mere end fire millioner visninger. Samme år præsenterede Moate Home of the Future for Channel 4. Mellem 2012 og 2013 lavede Moate tre film for Samsung, som fik over 1,5 millioner visninger. Moate lavede desuden en række film for Intel og Argos, som skulle bruges i deres Superhuman Academy og Smarten Up kampagner. I september 2015 lavede hun også onlinevideoer til Sonys Xperia Z5 telefon, mens hun var i Berlin.
Moate var hovedvært for BBC Earth Unplugged, en YouTube-kanal drevet af BBC med over 1.000.000 abonnenter. Serien fik opmærksomhed fra BBC America, som sammensatte højdepunkterne fra serienfor at lave det enkeltstående tv-program, It's a Mad Mad Maddie World!.
Moate har siden 2014 været teknologiekspert for radiostationen BBC 5 Live, og optræder ofte på programmerne Saturday Edition, Big Share, Good Morning Britain og BBC Breakfast.
I marts 2015 udgav hun en video med titlen: "The Real Me (Perioral Dermatitis)", der fortalte om hendes personlige kampe med Perioral Dermatit, en lidelse som giver udslæt på huden. Videoen udgav hun i håbet om, at kunne være en støtte for andre mennesker, ved at tale åbent om det. I september 2015 udgav hun en opfølgende video, der forklarede, at hun var blevet fejldiagnosticeret, og at hun havde underbehandlet eksem.
Siden 2016 har Moate været vært for en faktaserie for CBeebies med titlen "Maddie's Do You Know?", som har et gennemsnitligt seertal på 328.000. Det gjorde at hun vandt BAFTA Children's Awards i 2017. CBeebies bestilte en anden sæson som blev produceret af Sarah Trigg og vist i 2018. En tredje, fjerde og femte sæson er siden blevet udgivet i henholdsvis 2019, 2020 og 2021.
I 2018 blev hun var vært for "Springwatch Wild Academy" rettet mod skoler og børn.
I begyndelsen af COVID-19-pandemien slog Maddie Moate sig sammen med sin partner Greg Foot for at skabe Let's go Live, som videnskabsbaserede YouTube-livestreams med forskellige temaer hver uge. De inkluderede forslag til aktiviteter og eksperimenter, som man kunne lege/udføre i løbet af nedlukningsperioden. Der var temaer som kroppen, dinosaurer, og forlystelsesparker.
I 2020 blev Maddie også vært på Fully Charged, en Youtube-kanal, der udforsker elbiler og vedvarende energi. Samme år startede hun podcasten Maddie's Sound Explorers, der vandt prisen for den bedste familiepodcast i British Podcast Awards 2021.
Fra 11. december 2021 til 3. januar 2022 optrådte hun som fe i De Montfort Halls produktion af Tornerose. I juni 2022 var hun gæstevært i et afsnit af The Gadget Show, mens Georgie Barrat var på barsel.

### Forfatterskab
I september 2021 udgav hun en bog med titlen "Stuff" med illustrationer af Paul Boston. Det er en faktabog for børn, som kommer med spændende fakta og historier om geniale og opfindesomme menneskers brug og genbrug af alle mulige hverdagsting. Ligesom med hendes arbejde indenfor YouTube og tv er det en bog, der har til formål at inspirere børn og gøre dem nysgerrige efter mere viden.